# Копайгородская поселковая община
Копайгородская поселковая община (укр. Копайгородська селищна територіальна громада) — территориальная община на Украине, в Жмеринском районе Винницкой области. Административный центр — поселок городского типа Копайгород

## История
Образована 29 января 2020 путём объединения Копайгородского поселкового совета и Каришковского, Лесовского сельских советов Барского района.
12 июня 2020 года Копайгородская поселковая община образована в составе Копайгородской поселковой и Верховского, Володиевецкого, Каришковского, Лисовского, Поповецкого, Суповского сельских советов бывшего Барского района.

## Населенные пункты
В состав общины входят 1 посёлок городского типа (Копайгород), являющийся административным центром, 1 посёлок (Копай) и 19 сёл:
- Барок
- Верешки
- Верховка
- Володиевцы
- Грабовцы
- Губачовка
- Зелёное
- Карышков
- Кошаринцы
- Лесное
- Мариновка
- Примощаница
- Суповка
- Украинское
- Шевченково
- Шипинки